# Clematis finetiana
Clematis finetiana är en ranunkelväxtart som beskrevs av H. Lév. och Eugène Vaniot. Clematis finetiana ingår i släktet klematisar, och familjen ranunkelväxter.

## Underarter
Arten delas in i följande underarter:
- C. f. lutchuensis
- C. f. pedata